# Top Chef

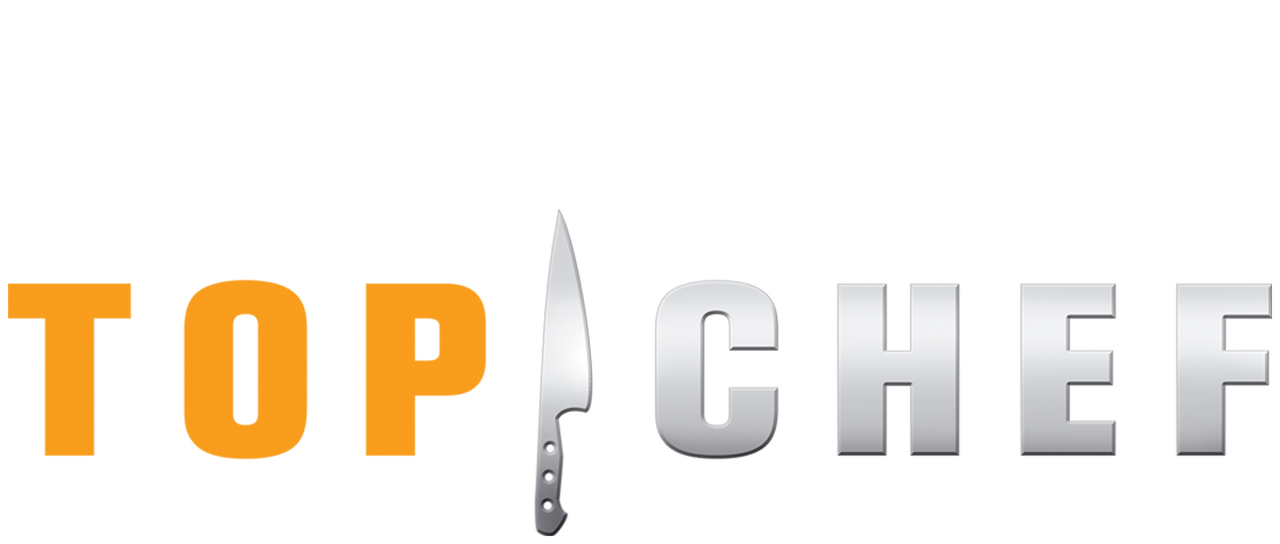
TOP CHEF - logo

Top Chef – amerykański program telewizyjny typu reality show nadawany w telewizji kablowej Bravo, w którym szefowie kuchni rywalizują między sobą w zadaniach kulinarnych. Są oceniani przez zawodowych szefów i inne znane osoby związane z branżą kulinarną i winiarską. W każdym odcinku eliminują oni jednego lub więcej uczestników. Program produkuje Magical Elves Productions, firma, która stworzyła Projekt Runway.
Show ma trzy spin-offy: Top Chef: Masters, gdzie biorą udział profesjonalni, zdobywający nagrody kucharze, Top Chef: Just Desserts- z cukiernikami i Top Chef Canada. Planowany jest jeszcze czwarta wersja: Top Chef Junior, gdzie udział weźmie najprawdopodobniej młodzież.
11 września 2013 roku pojawiła się polska wersja programu. Program zadebiutował na antenie telewizji Polsat. Prowadzącym pierwszej edycji został Grzegorz Łapanowski, a w jury zasiedli: Wojciech Modest Amaro, Joseph Seeletso, Maciej Nowak i Ewa Wachowicz. Program emitowany był głównie co środę o 20.35.

## Forma programu

### Podstawowa forma
Każdy odcinek Top Chefa, oprócz finału składa się z dwóch zadań.
W Zadaniu Ekspresowym (Quickfire Challenge), każdy uczestnik gotuje danie, które ma spełniać określone w zadaniu wymogi (na przykład użycie określonych składników lub inspiracja określonymi smakami) lub bierze udział w związanym z kuchnią zadaniu (na przykład rozpoznawanie smaku). Na zadanie szefowie mają godzinę lub mniej. Sędzia gość wybiera jednego lub więcej uczestników, którzy byli najlepsi w zadaniu. Na początku sezonu zwycięzca dostaje immunitet, chroniący go przed odpadnięciem w Zadaniu Eliminacyjnym. Pod koniec sezonu zwycięzca zamiast immunitetu dostaje inną, przydatną nagrodę (np. bycie kapitanem drużyny w zadaniu grupowym). W sezonie 6 pojawiają się „high-stakes Quickfires”, które okazjonalnie zastępują zwykłe Zadania Ekspresowe. Dają one dodatkowe, nadzwyczajne nagrody (zazwyczaj pieniężne). Osoby wypadające słabo w zadaniu mogą odpaść z programu przed Zadaniem Eliminacyjnym. „High-stakes” mają się pojawić w kolejnych sezonach.
W Zadaniu Eliminacyjnym (Elimination Challenge) szefowie przygotowują jedno lub więcej dań spełniających wymogi zadania. Choć większość zadań jest indywidualnych i wymaga kilku dań, część jest drużynowa. Uczestnicy czasem sami się dzielą, ale częściej są przydzielani do drużyn przez losowanie zwane „Ciągnięciem noży” („Drawing Knives”) z napisanymi nazwami drużyn na ostrzach schowanych w stojaku. Szefowie mają od kilku godzin do kilku dni na zadanie. Składniki są ograniczone do produktów znajdujących się w kuchni i tego, co szefowie kupią w sklepie spożywczym, mając ograniczony budżet. Niektóre zadania jednak wymagają specyficznych składników, ograniczają typ lub ilość dostępnych składników, podczas gdy niektóre wymagają innych metod zdobycia materiałów (np. pytanie obcych ludzi). Po zakupach, uczestnicy gotują dla sędziów, zazwyczaj również dla sędzi gościa. w większości przypadków szefowie gotują dla czterech sędziów i gości (takich jak kowboje w Kolorado). Sędziowie i goście kosztują jedzenie i oceniają autorów dań.
Po Zadaniu Eliminacyjnym szefowie trafiają do Stolika Sędziowskiego (Judges Table), gdzie sędziowie dyskutują o potrawach, wybierając najlepsze i najgorsze. Najlepsi zawodnicy lub drużyny są wywoływane i odpowiadają na pytania dotyczące potraw przed ustaleniem, kto jest zwycięzcą. Wygrywa jeden zawodnik, który czasem dostaje dodatkową nagrodę od sędzi-gościa. Potem do Stolika Sędziowskiego trafiają najgorsi, którzy odbywają podobną rozmowę. Jeden szef z tej grupy jest uznawany za najgorszego, a prezenter informuje go o tym formułą: „Spakuj noże i wyjedź” (pack knives and go). Zazwyczaj poprzedza to sekwencję pakowania noży przez wyeliminowanego, a odcinek zamyka wyjście jej/jego z budynku.
Program trwa 10-1 odcinków, aż do finału.

### Specjalne odcinki
W większości sezonów pojawia się odcinek „Wojny Restauracyjne” („Restaurant Wars”). Szefowie są podzieleni na dwie drużyny przez zwycięzcę Zadania Ekspresowego, lub przez „ciągnięcie noży”. W drużynach członkowie muszą przekształcić pustą przestrzeń w restaurację, mając ograniczony czas i budżet, wybierając nazwę, dekoracje, temat i menu. Według Dale’a Levitskiego, finalisty trzeciego sezonu, to jedno z najmniej lubianych przez szefów zadań. W sezonie czwartym pojawiły się również Wojny Weselne.
W finale, dwóch lub trzech szefów przygotowuje kilkudaniowy posiłek z pomocą innych szefów, którymi mogą być wcześniej wyeliminowani uczestnicy lub znani kucharze jak Rocco DiSpirito. Zwycięzcę wybiera się na podstawie kilku czynników m.in. jakości jedzenia, zdolności przywódczych wśród innych szefów i generalnego występu podczas sezonu. W finale nie ma Zadania Ekspresowego.

### Sędziowie
| Sędziowie        | Sezony | Sezony | Sezony | Sezony | Sezony | Sezony | Sezony | Sezony | Sezony |
| Sędziowie        | 1      | 2      | 3      | 4      | 5      | 6      | 7      | 8      | 9      |
| ---------------- | ------ | ------ | ------ | ------ | ------ | ------ | ------ | ------ | ------ |
| Tom Colicchio    | ♦      | ♦      | ♦      | ♦      | ♦      | ♦      | ♦      | ♦      | ♦      |
| Gail Simmons     | ♦      | ♦      | ♦      | ♦      | ♦      | ♦      | ♦      | ♦      | ♦      |
| Katie Lee Joel   | ♦      |        |        |        |        |        |        |        |        |
| Padma Lakshmi    |        | ♦      | ♦      | ♦      | ♦      | ♦      | ♦      | ♦      | ♦      |
| Ted Allen        |        |        | ♦      | ♦      |        |        |        |        |        |
| Toby Young       |        |        |        |        | ♦      | ♦      |        |        |        |
| Eric Ripert      |        |        |        |        |        |        | ♦      |        |        |
| Anthony Bourdain |        |        |        |        |        |        |        | ♦      |        |
| Emeril Lagasse   |        |        |        |        |        |        |        |        | ♦      |
| Hugh Acheson     |        |        |        |        |        |        |        |        | ♦      |

### Sędziowie gościnni
W pierwszych pięciu sezonach występowało 61 sędziów. 20 z nich wygrało Food and Wine Best New Chef award, w tym główny sędzia Tom Colicchio. 12 z 61 sędziów wystąpiło kilka razy. Anthony Bourdain i Rocco DiSpirito* wystąpili 5 razy, Hubert Keller* i Eric Ripert 4 (Ripert 5 raz pojawił się w Top Chef Holiday Special, zobacz poniżej), Michelle Bernstein i Wylie Dufresne* 3 razy, a niżej wymienieni dwa razy: Daniel Boulud*, Dan Barber*, Ming Tsai, Scott Conant*, Mike Yakura i Ted Allen (Allen był stałym sędzią w 3 i 4 sezonie). 6 z tych 12 wygrało Food and Wine Best New Chef. Sędziami były również aktorki Natasha Richardson i Natalie Portman.
(*--laureaci Food and Wine Best New Chef.)

## Nagrody i sponsorzy
- Artykuł w magazynie Food & Wine
- Pokaz w Food & Wine Classic w Aspen, Kolorado
- 200 000 dolarów (w sezonach 1-5: 100 tys. dolarów, od sezonu drugiego fundatorem jest Glad. W 6. sezonie nagrodę podniesiono do 125 tys. dolarów, a w ósmym do obecnej wysokości.)
- akcesoria kulinarne Sears (sezon pierwszy i drugi)
- wycieczka w Alpy od Evian (sezon 3. i 4.)
- towar o wartości 100 tys. dolarów od firmy Macy's (sezon 6.)

Sears sponsoruje program od sezonu pierwszego wraz z Calphalon i Toyota. Inni sponsorzy to: GE, Kingsford Charcoal, Wild Oats, Bertolli, Cold Stone Creamery, Kraft Foods, Nestlé, Quaker Oats, Baileys Irish Cream, T.G.I. Friday's, Red Robin, Continental Airlines, Breville, i Bombay Sapphire.

## Sezony

### Sezon 1
Pierwsza emisja: 8 marca – 24 maja 2006
Pierwszy sezon był nagrywany w San Francisco, Kalifornia. Prowadzącym była Katie Lee Joel, sędziami zostali Tom Colicchio i Gail Simmons, obok kilkunastu sędziów gości. Harold Dieterle i Tiffani Faison wzięli udział w finale w Las Vegas, a Dieterle został pierwszym Top Chefem.

### Sezon 2
Pierwsza emisja: 18 października 2006 – 31 stycznia 2007
Drugi sezon był nagrywany w Los Angeles, Kalifornia. Padma Lakshmi zastąpiła Katie Lee Joel w roli prowadzącego. Tak jak w pierwszym sezonie było kilkunastu sędziów gości. W finale w Waikoloa Village na Hawajach, Ilan Hall pokonał Marcela Vigneron. Po raz pierwszy widzowie mogli głosować telefonicznie i online na swojego ulubionego zawodnika. Został nim Sam Talbot, który miał trzecie miejsce.

### Sezon 3
Pierwsza emisja: 13 czerwca – 13 października 2007
Trzeci sezon był nagrywany w Miami – to pierwszy sezon poza Kalifornią. Stolik sędziowski i prowadzący się nie zmienili. Tak jak w poprzednich sezonach, było kilkunastu sędziów gości. W pierwszym trójosobowym finale w Aspen Hung Huynh pokonał Dale’a Levitskiego and Casey Thompson. Casey Thompson została ulubioną kucharką widzów.

### Sezon 4
Pierwsza emisja: 12 marca – 11 czerwca 2008
Czwarty sezon był nagrywany w Chicago. Stolik sędziowski i prowadzący się nie zmienili, ale Ted Allen przez część sezonu zastępował Gail Simmons. Tak jak w poprzednich sezonach, było kilkunastu sędziów gości. W finale w Puerto Rico Stephanie Izard, pierwsza kobieta, która została Top Chefem pokonała Lisę Fernandes i Richarda Blais. Stephanie została ulubionym szefem kuchni widzów.

### Sezon 5
Pierwsza emisja: 12 listopada 2008– 4 marca 2009
Piąty sezon był nagrywany w Nowym Jorku. Stolik sędziowski i prowadzący się nie zmienili, ale Toby Young przez część sezonu zastępował Gail Simmons. Tak jak w poprzednich sezonach, było kilkunastu sędziów gości. W finale w Nowym Orleanie Hosea Rosenberg pokonał Stefana Richtera i Carlę Hall. Fabio Viviani na czwartym miejscu został ulubieńcem widzów.

### Sezon 6
Pierwsza emisja 19 sierpnia – 16 grudnia 2009
Szósty sezon był nagrywany w Las Vegas, Nevada. Sędziowie byli tacy sami jak w Sezonie Piątym. W finale w Napa, Kalifornia Michael Voltaggio pokonał brata Bryana Voltaggio i Kevina Gillespie. Kevin został ulubionym szefem kuchni widzów, Bryan był na drugim miejscu pod względem liczby głosów.

### Sezon 7
Pierwsza emisja 16 czerwca – 15 września 2010
Siódmy sezon był nagrywany w Waszyngtonie. Sędziowie byli tacy sami jak w Sezonie Piątym, ale Eric Ripert zastąpił Toby’ego Younga. W finale w Singapurze Kevin Sbraga pokonał Eda Cottona i Angelo Sosę. Tiffany Derry (5. w klasyfikacji) została na ulubionym szefem kuchni widzów, Angelo był na drugim miejscu pod względem liczby głosów.

### Sezon 8
Pierwsza emisja 1 grudnia, 2010 – 6 kwietnia 2011
22 sierpnia 2010, potwierdzono produkcję sezonu ósmego Top Chefa, Top Chef All-Stars. 18 sezonów z poprzednich sezonów powróciło do nowych zmagań o tytuł Top Chefa. Anthony Bourdain został sędzią zastępującym Gail Simmons. Finał odbył się na Bahamach. Finalista 4 sezonu Richard Blais pokonał w finale uczestnika 6 Sezonu Mike’a Isabella. Finalistka 5. sezonu Carla Hall została ulubionym szefem kuchni widzów, a uczestnik tego samego sezonu Fabio Viviani miał drugą ilość głosów.

### Sezon 9
Pierwsza emisja: 2 listopada 2011
Casting do dziewiątego sezonu Top Chefa odbył się w lutym i marcu 2011. Sezon dziewiąty nagrywano w San Antonio.

## Specjalne odcinki

### 4 Star All Star
6 czerwca, 2007, Bravo nadało specjalny charytatywny odcinek „4 Star All Star”, gdzie wygrana 20 000 dolarów została przekazana wybranej przez zwycięzców organizacji charytatywnej. Wystąpili uczestnicy sezonu pierwszego (Stephen, Harold, Dave, i Tiffani), których przeciwnikami byli uczestnicy sezonu drugiego (Ilan, Elia, Marcel, i Sam). Oryginalny format został zachowany. Odcinek nagrywano tam, gdzie sezon trzeci, w Miami Beach. Padma Lakshmi była prowadzącą.

### Top Chef Holiday Special
24 grudnia 2007 wybrani szefowie z pierwszych trzech sezonów rywalizowali o nagrodę w wysokości 20 000 dolarów. Padma Lakshmi była prowadzącym, a sędziami Ted Allen, Tom Colicchio, Gail Simmons. Rywalizowali: Tiffani Faison i Stephen (Sezon 1); Josie, Marcel Vigneron, i Betty (Sezon 2); CJ, Tre, i Sandee (Sezon 3). Program kręcono w Chicago, Illinois.

### Top Chef Reunion Dinner
4 listopada 2009, Fabio Viviani z sezonu piątego zaprosił uczestników ze swojego i poprzednich sezonów na spotkanie szefów, gdzie gotowali, rozmawiali i jedli. Pojawili się: Harold i Tiffani z sezonu pierwszego; Ilan Marcel z sezonu drugiego; Casey, Dale, i Hung z sezonu trzeciego; Richard i Lisa z sezonu czwartego i Carla, Fabio oraz Stefan z sezonu piątego.

## Spin-offy

### Top Chef Masters
W Top Chef Masters występują zawodowcy – w kontraście do oryginalnego Top Chef, gdzie występują amatorzy. Dziennikarka kulinarna Kelly Choi jest prowadzącym, a krytyk Gael Greene, James Oseland i krytyk Jay Rayner to sędziowie.
Seria zadebiutowała w 2009 z uczestnikami takimi jak Rick Bayless, John Besh, Michael Chiarello, Wylie Dufresne, i Hubert Keller. Do 2011, nakręcono i nadano 3 sezony.

### Top Chef: Just Desserts
Top Chef: Just Desserts to spin-off z cukiernikami. Prowadzącą jest sędzia Top Chefa Gail Simmons. Głównym sędzią jest Johnny Iuzzini, nagradzany cukiernik z restauracji Jean-Georges. Hubert Keller, właściciel znanej restauracji Fleur de Lys i finalista Top Chef Masters i Dannielle Kyrillos.
Program zadebiutował w Bravo 15 września, 2010, po finale siódemego sezonu Top Chefa.

### Top Chef: Healthy Showdown
| Contestant | 2    | 3   | Finał     |
| ---------- | ---- | --- | --------- |
| Ryan       | LOW  | IN  | ZWYCIĘZCA |
| Casey      | HIGH | WIN | FINALISTA |
| Tre        | WIN  | OUT |           |
| Sara       | OUT  |     |           |

### Top Chef Junior
Top Chef Junior to planowany spinoff Top Chefa. Najprawdopodobniej będą w nim rywalizować między sobą nastoletni kucharze. Zgodnie z formatem Top Chefa, będą oceniani przez sędziów – profesjonalnych szefów kuchni i ekspertów, a co najmniej jeden uczestnik będzie odpadać co tydzień. Program produkuje Magical Elves Productions, producent Top Chefa.
Bravo zamówiło 8 odcinków; nie ustalono jeszcze daty emisji.

## Adaptacje narodowe
| Kraj             | Nazwa              | Prowadzący                                                                                     | Sędziowie | Kanał                                    | Rok emisji                    |
| ---------------- | ------------------ | ---------------------------------------------------------------------------------------------- | --- | ---------------------------------------- | ----------------------------- |
| kraje arabskie   | Top Chef           | Siham Tueni                                                                                    | - Siham Tueini - Joe Barza                                                                                               | LBC                                      | 26 kwietnia – 19 czerwca 2011 |
| [ 5 ]            | Top Chef Canada    | Thea Andrews                                                                                   | - Mark McEwan - Shereen Arazm                                                                                            | Food Network Canada                      | 11 kwietnia 2011              |
| [ 6 ]            | Top Chef Suomi     | Pipsa Hurmerinta                                                                               | - Pia Kämppi - Hans Välimäki                                                                                             | Sub                                      | 26 stycznia 2011              |
| Francja i Belgia | Top Chef           | Sandrine Corman & Stéphane Rotenberg (Season 1) Agathe Lecaron & Stéphane Rotenberg (Season 2) | - Cyril Lignac - Ghislaine Arabian - Thierry Marx - Jean-François Piège - Christian Constant                             | M6 RTL-TVI                               | 22 lutego 2010                |
| [ 8 ]            | Top Chef           | Nadia Boule                                                                                    | - Elias Mamalakis - Christopher Peska - Trastelis Apostle - Herve Pronzato                                               | ANT1                                     | 16 października 2010          |
| [ 9 ]            | Top Chef           | Martijn Krabbé (Season 1) Robert Kranenborg & Julius Jaspers (Season 2, 3 & 4)                 | - Robert Kranenborg - Julius Jaspers - Changing judge                                                                    | RTL 4 (Season 1) RTL 5 (Season 2, 3 & 4) | 13 października 2009          |
| Indonezja        | Top Chef Indonesia | Farah Quinn                                                                                    | - Will Meyrick - Henry Alexie Bloem - Chris Salans - Vindex Tengker                                                      | SCTV                                     | 7 września 2013               |
| Portugalia       | Top Chef           | Silvia Alberto (sezon 1)                                                                       | - José Cordeiro - Susana Felicidade - Ricardo Costa                                                                      | RTP 1                                    | 18 sierpnia 2012              |
| Rumunia          | Top Chef           | Alina Pușcaș                                                                                   | - Joseph Hadad - Tudor Constantinescu - Nicolai Tand                                                                     | Antena 1                                 | 5 listopada 2012              |
| [ 10 ]           | Top Chef           | Alberto Chicote                                                                                | - Alberto Chicote - Susi Díaz - Ángel León                                                                               | Antena 3                                 | wrzesień 2013                 |
| [ 11 ]           | Top Chef           | Grzegorz Łapanowski (sezon 1-2,7)                                                              | - Wojciech Modest Amaro - Maciej Nowak - Ewa Wachowicz - Robert Sowa - Joseph Seelesto (1-2) - Grzegorz Łapanowski (3-6) | Polsat                                   | 11 września 2013              |